# Островська Галина Віталіївна
Галина Віталіївна Островська — українська вчена у галузі цитології, професор (2007), доктор біологічних наук (2005), викладає на кафедрі цитології та гістології Навчально-наукового центру «Інститут біології та медицини» Київського національного університету імені Тараса Шевченка. Авторка більше 200 наукових та науково-методичних робіт, серед яких 2 монографії, 7 навчальних посібників і підручників, значна кількість статей у провідних міжнародних журналах.